# Dragon Ball: Episode of Bardock
Dragon Ball: Episode of Bardock (jap. ドラゴンボール：エピソードオブバーダック Doragon Bōru: Episōdo obu Bādakku) – składająca się z trzech części manga bazująca na mandze Dragon Ball. Na jej podstawie powstał również film anime o tej samej nazwie.

## Fabuła

### Tom 1
Freezer dociera wraz ze swoją załogą na planetę Vegeta w celu jej zniszczenia w obawie przed legendą o Super Saiya-jinie. Po wymianie zdań z Bardockiem, ojcem Son Gokū, postanawia zniszczyć planętę Vegeta. Po ataku Freezera, Bardock zostaje przeniesiony w przeszłość na planetę Plant, na której zostaje odnaleziony w złym stanie przez mieszkańców doktora Ipana oraz jego dziecko Berry'ego. Doktor Ipan zaleca Bardockowi kurację, jednak po chwili nieoczekiwanie na planetę dociera pojazd kosmiczny z załogą Chilleda. Bardock rozprawia się z dwoma przybyszami, a następnie otrzymuje gratulację od mieszkańców planety po czym udaje się w ustronne miejsce.
Chilled zaniepokojony nieobecnością swoich ludzi postanawia sam udać się na planetę Plant.